# Gian lận xổ số

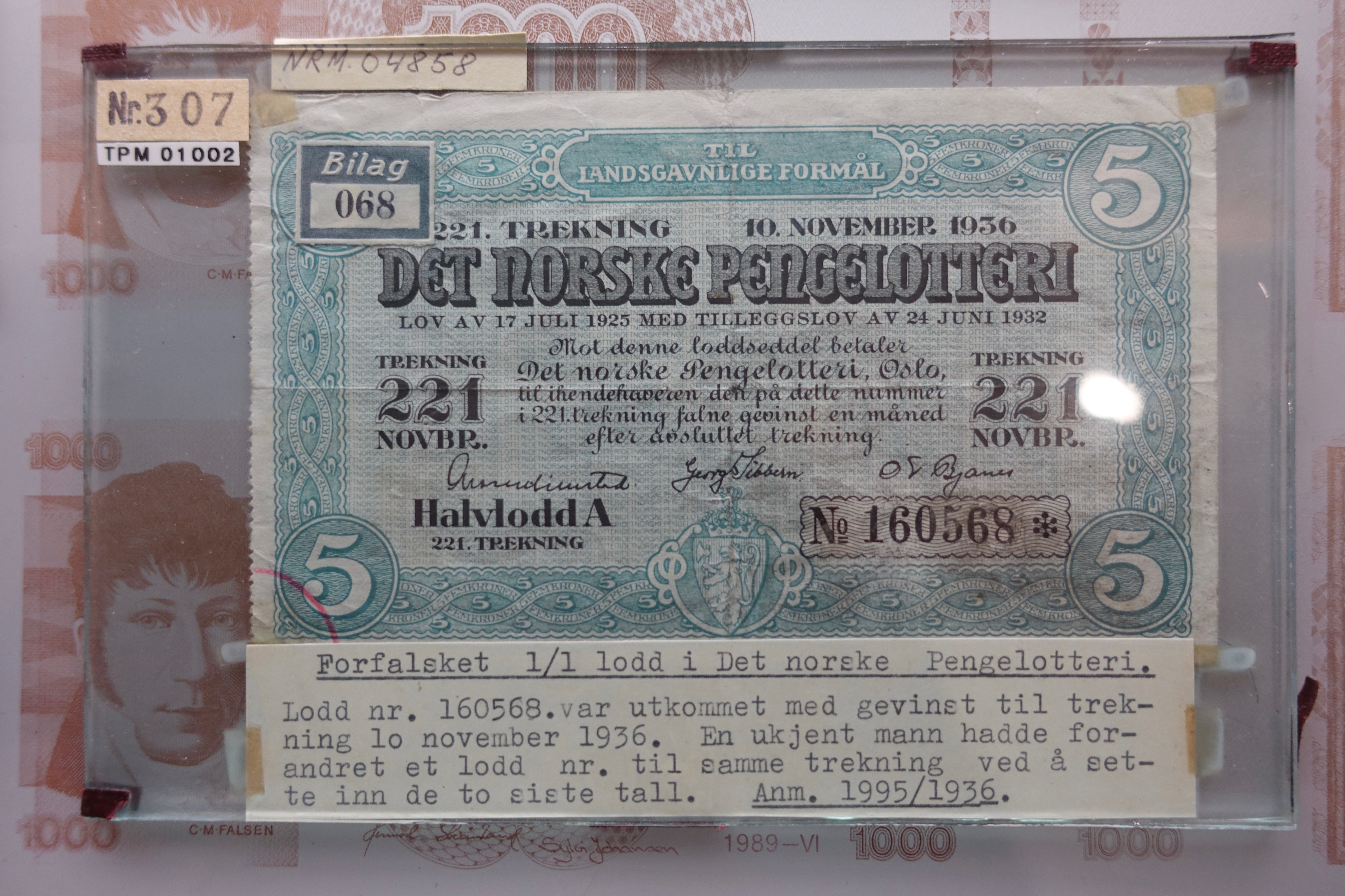
Vé số được làm giả từ năm 1936, được trưng bày trong Bảo tàng Tư pháp Quốc gia Na Uy, Trondheim

Gian lận xổ số là bất kỳ hành vi nào được thực hiện nhằm để lừa đảo trong một trò chơi xổ số. Tội phạm sẽ cố gắng giành giải độc đắc thông qua các cách thức gian lận. Mục đích là để lừa tổ chức điều hành xổ số kiếm tiền, hoặc trong trường hợp vé số bị đánh cắp, để lừa một cá nhân không cho họ nhận giải thưởng hợp pháp của họ.
Một số kỹ thuật phổ biến được sử dụng, bao gồm sử dụng vé số giả mạo hoặc bị thay đổi để nhận giải hoặc xuất trình vé chính hãng, bị đánh cắp để nhận giải thông qua việc đi lĩnh giải như là người sở hữu vé trúng. Cũng có những trường hợp lừa đảo trong nội bộ, trong đó nhân viên hoặc đại lý xổ số đã lợi dụng vị thế của họ để gian lận để nhận giải thưởng cho chính họ, chẳng hạn như giả mạo quy trình quay số. Ở nhiều quốc gia, người chơi có thể xuất trình vé số của mình tại các điểm bán lẻ để kiểm tra số trúng thưởng tại điểm bán hàng; đã xuất hiện trường hợp các nhà bán lẻ không thông báo cho khách hàng về số tiền thắng giải và sau đó tự nhận giải thưởng cho riêng mình.
Một hình thức khác của gian lận xổ số, thường được gọi là lừa đảo xổ số, dưới hình thức thông báo cho một cá nhân qua email, thư hoặc cuộc gọi điện thoại rằng họ đã trúng giải xổ số. Nạn nhân được hướng dẫn trả một khoản phí để có thể nhận được số tiền thắng cược mà sẽ không bao giờ đến. Loại này là một dạng gian lận phí ứng trước và một dạng lừa đảo qua email phổ biến.